# Wet-only-Sammler
Ein Wet-only-Sammler oder Regensammler ist ein Sammelgerät zur Erfassung der Deposition sedimentierender trockener und nasser Partikel (Nasse Deposition) aus der Atmosphäre. Im Gegensatz zum Bulk-Sammler ist die Sammelöffnung des Wet-only-Sammlers nur bei Niederschlagsereignissen geöffnet und benötigt eine Versorgung mit Energie.

## Aufbau und Verfahren
Wet-only-Sammler bestehen aus einer Sammeleinheit, einem Gehäuse, einem Niederschlagssensor, einer Abdeckung mit Antrieb und der Energieversorgung.
In der Regel besteht die Sammeleinheit aus einer Kombination von Trichter und Flasche. Der Niederschlagssensor dient dazu, bei Regen, Schnee, Graupel oder Hagel die Abdeckung zu öffnen. Wet-only-Sammler können mit einem Kühl- und Heizaggregat ausgestattet sein, sodass die Probentemperatur in der Sammelflasche auf einer annähernd konstanten Temperatur gehalten werden kann und somit längere Sammelzeiträume möglich sind. Gegebenenfalls sind der Flasche konservierende Chemikalien beigefügt.
Wie beim Bulk-Sammler sind Strömungshindernisse zu beachten und eine freie Anströmung des Sammlers zu gewährleisten. Auch beim Wet-Only-Sammler sollte sich die Sammleröffnung in einer Höhe von einem bis zwei Metern über Grund befinden.
Während der eigentlichen Probenahme werden auch nicht sedimentierende Partikel gesammelt, die durch den Niederschlag aus der Luft als Wash-out aus der Atmosphäre ausgewaschen werden. In der Praxis erfolgt keine vollständige Sammlung nasser sedimentierender Partikel.